# Biblioteca Civica
Biblioteca Civica bila je javna gradska knjižnica grada Rijeke do Drugoga svjetskog rata. Njezin knjižni fond sastoji se od isusovačke knjižnice osnovane za potrebe kolegija u Rijeci 23. studenoga 1627. godine i njoj pridružene nautičke knjižnice isusovca Franje Ksavera Orlanda, osnivača riječke nautičke škole, zatim doniranih obiteljskih knjižnica riječkih patricijskih obitelji de Benzoni i Marotti i zavičajne zbirke Fluminensia.
U Sveučilišnoj knjižnici u Rijeci danas se nalazi cjelovito sačuvan knjižni fond Bibliotece Civice – 37.000 svezaka i oko 13.000 jedinica građe, odnosno 10.000 naslova, od čega je sedamdeset posto stara i rijetka građa – rara.
Biblioteca Civica započela je s radom  5. prosinca 1892. godine. Prvi riječki gradski knjižničar bio je profesor latinskog i grčkog u klasičnoj gimnaziji Arturo Dalmartello (1851. – 1920.), rodom iz Trenta. Građu su mogli posuđivati svi građani. Dalmartellov bibliotekarski pomoćnik (vice bibliotecario) bio je riječki učitelj i ravnatelj muške osnovne škole Santo Pillepich (1849. – 1912.). Dalmartello je, s prof. Pietrom Zambrom i Santom Pillepichem, sredio fond nekadašnje isusovačke knjižnice.
Piero (Pietro) Pillepich (Rijeka, 19. lipnja 1986. – Rijeka, 25. rujna 1932.), koji je u Firenzi završio studij književnosti i modernog talijanskog bibliotekarstva, 1910. godine dolazi na mjesto bibliotekara, a 1912. zapošljava se u upravi Gradske knjižnice te ustrojava riječku knjižnicu po svim ondašnjim modernim zahtjevima struke. Izrađuje abecedni, predmetni, mjesni i stručni katalog. Od 1922. do 1948. izrađeni su i vođeni katalozi na listićima na talijanskom jeziku, prema pravilima Središnje nacionalne knjižnice u Firenzi. Knjižnica je time u cijelosti sređena, a izrađeni su abecedni i predmetni katalog u obliku knjižica. Pillepichevom zaslugom stvorena je zbirka Fluminensia u kojoj se nalaze knjige tiskane u Rijeci te one koje govore o Rijeci i njenoj okolici.
Nakon smrti Pietra Pillepicha, privremena uprava Gradske knjižnice povjerena je prof. Silvinu Giganteu (1878. – 1945.), poznatom riječkom povjesničaru i kulturnom djelatniku, tada ravnatelju škole R. Liceo Ginnasio, koji dužnost knjižničara obnaša od 1932. do 1945. godine.
Bibliotecu Civicu s cjelokupnim fondom, katalozima na talijanskom jeziku i inventarnim knjigama preuzela je nakon Drugog svjetskog rata novoosnovana knjižnica, koja se otvara za javnost 15. listopada 1945. godine, a 27. listopada 1948. postaje Naučna biblioteka (današnja Sveučilišna knjižnica).
Fond Bibliotece Civice dio je Zbirke stare i vrijedne građe i zaštićen kao pokretno kulturno dobro Republike Hrvatske još od 1969. godine. 